# We Are Love
We Are Love è il secondo album in studio del gruppo musicale italiano Il Volo, pubblicato nel novembre 2012.
Il disco contiene brani cantati in diverse lingue: italiano, inglese e spagnolo. Nei Paesi a lingua spagnola è uscito col titolo Más que amor.

## Tracce

### We Are Love
Edizione standard
1. Questo amore – 4:34 (Diane Warren, Marco Marinangeli)
2. L'ultima volta – 3:33 (Max Calo, Raffaele Di Pietro)
3. I Bring You to My Senses – 4:04 (Diane Warren)
4. Beautiful Day – 3:16 (Adam Clayton, David Howell Evans, Paul David Hewson, Larry Mullen Jr.)
5. Splendida – 4:19 (Jörgen Elofsson, Marco Marinangeli, William Ross)
6. Historia de un amor – 3:54 (Carlos Eleta Almarán)
7. Luna nascosta (Luis Bacalov, Humberto Gatica, Massimo Guantini, Tony Renis)
8. Il canto (feat. Plácido Domingo) – 4:28 (Luca Barbarossa, Romano Musumarra)
9. We Are Love – 4:30 (Edgar Cortázar, Mark Portmann)
10. Così (feat. Eros Ramazzotti) – 4:15 (Luca Chiaravalli, Eros Ramazzotti)
11. Bienvenido nuestro amor – 3:42 (Edgar Cortázar, Mark Portmann)
12. Non farmi aspettare – 4:03 (Emiliano Cecere, Saverio Grandi)

Edizione speciale
1. We Are Love – 4:34 (Edgar Cortázar, Mark Portmann)
2. Questo amore – 4:35 (Marco Mariangeli, Diane Warren)
3. Angel – 4:21 (Sarah McLachlan)
4. Little Things – 4:04 (Fiona Bevan, Ed Sheeran)
5. Can You Feel the Love Tonight – 3:58 (Elton John, Tim Rice)
6. Surrender (Torna a Surriento) – 4:01 (Ernesto De Curtis, Giambattista De Curtis, Doc Pomus, Mort Shuman)
7. Il canto (feat. Plácido Domingo) – 4:31 (Luca Barbarossa, Romano Musumarra)
8. Historia de un amor – 3:55 (Carlos Eleta Almarán)
9. Maria – 3:11 (Leonard Bernstein, Stephen Sondheim)
10. Beautiful Day – 3:16 (Adam Clayton, David Howell Evans, Paul David Hewson, Laurence Mullen)
11. I Bring You to My Senses – 4:06 (Diane Warren)
12. Luna nascosta (Love Theme from the Movie Hidden Moon) – 3:39 (Luis Bacalov, Humberto Gatica, Massimo Guantini, Tony Renis)

### Más que amor
Edizione standard
1. Más que amor – 4:32 (Edgar Cortázar, Mark Portman)
2. Constantemente mía – 4:03 (Edgar Cortázar, Mark Portmann, Dianne Warren)
3. L'ultima volta – 3:33 (Max Calo, Raffaele Di Pietro)
4. Historia de un amor – 3:54 (Carlos Eleta Almarán)
5. Bienvenido nuestro amor – 3:42 (Edgar Cortázar, Mark Portmann)
6. Así (feat. Eros Ramazzotti) – 4:15 (Luca Chiaravalli, Eros Ramazzotti)
7. Beautiful Day – 3:16 (Adam Clayton, David Howell Evans, Paul David Hewson, Larry Mullen Jr.)
8. Luna escondida – 3:39 (Luis Bacalov, Humberto Gatica, Massimo Guantini, Tony Renis)
9. Il canto (feat. Plácido Domingo) – 4:28 (Luca Barbarossa, Romano Musumarra)
10. Non farmi aspettare – 3:58 (Emiliano Cecere, Saverio Grandi)
11. Esplendida – 4:18 (Jörgen Elofsson, Marco Marinangeli, William Ross, Claudia Brant)
12. Nuestro amor – 4:35 (Diane Warren, Marco Marinangeli)
13. Constantemente mía (featuring Belinda) – 4:05 (Edgar Cortázar, Mark Portmann, Dianne Warren)

Contenuto bonus nell'edizione deluxe
- CD

1. El triste – 4:33 (Roberto Cantoral)

- DVD

1. Más que amor (Edgar Cortázar, Mark Portman)
2. Historia de un amor (Carlos Eleta Almarán)
3. Beautiful Day (Adam Clayton, David Howell Evans, Paul David Hewson, Larry Mullen Jr.)
4. Nuestro amor (Edgar Cortázar, Mark Portmann, Dianne Warren)
5. El reloj (Roberto Cantoral)
6. Gira el Mundo Gira (Gianni Meccia, Alejandro Lerner, Jimmy Fontana, Carlo Pes, Italo Greco)
7. Constantemente mía (Edgar Cortázar, Mark Portmann, Dianne Warren)
8. 'O sole mio (Giovanni Capurro, Eduardo Di Capua, Alfredo Mazzucchi)
9. El triste (Roberto Cantoral)

## Formazione
- Piero Barone – tenore
- Ignazio Boschetto – tenore
- Gianluca Ginoble – baritono

## Classifiche

### Classifiche settimanali
| Classifica (2012-15)    | Posizione massima |
| ----------------------- | ----------------- |
| Argentina               | 9                 |
| Belgio (Vallonia)       | 136               |
| Francia                 | 189               |
| Italia                  | 46                |
| Messico                 | 7                 |
| Paesi Bassi             | 57                |
| Stati Uniti             | 100               |
| Stati Uniti (classical) | 2                 |
| Stati Uniti (latin)     | 2                 |
| Stati Uniti (latin pop) | 1                 |

### Classifiche di fine anno
| Classifica (2013)       | Posizione |
| ----------------------- | --------- |
| Argentina               | 52        |
| Messico                 | 82        |
| Stati Uniti (classical) | 8         |
| Stati Uniti (latin)     | 15        |
| Stati Uniti (latin pop) | 7         |